# Новомосковка (Омская область)
Новомосковка — село в Омском районе Омской области. В составе Богословского сельского поселения.

## История
Основано в 1895 г. В 1928 г. поселок Ново-Московка состоял из 104 хозяйств, основное население — украинцы. В составе Ростовкинского сельсовета Корниловского района Омского округа Сибирского края.

## Население
| 2006 | 2010  | 2013  |
| ---- | ----- | ----- |
| 898  | ↗1112 | ↗1174 |